# Бубрежна колика
Бубрежна колика или ренална колика је акутни синдром у коме доминира једнострани веома јак, пробадајући бол локализован у слабинском пределу, који зрачи напред и шири се ка препони и спољашњим гениталијама. Бубрежну колику узрокује опструкција (зачепљење) у горњим деловима мокраћних путева (бубрежна чашица и мокраћовод), најчешће изазвана померањем камена у бубрегу. Као последица зачепљења унутар мокраћног канала, расте интралуминални (унутарканални) притисак, због напетости зида колекторног система и хиперперисталтике или спазма (грча) мокраћовода. Бубрежна колика углавном настаје нагло, изненада, из пуног здравља, обично ујутру или током топлијих дела дана. Изузетног је интензитета (који је јачи и од порођајних болова), и не тако често може да пробуди болесника и из сна.

## Епидемиологија
У општој популацији учесталост бубрежних колика је већа од 12%, са стопом рецидива (понављања) од око 50%.
Полне разлике
Бубрежна колика је чешће код мушкарце у односу на жене.
Старост
Највећа инциденца појаве овог типа колике је код особа животне доби између 35 и 45 година.

## Етиологија
Најчешћи (и до 90%) узрок бубрежне колике је смањен проток мокраће изазван бубрежним каменом. Међутим колике не морају бити искључиво узроковане уролитијазом. Као као могући узроци наводе се и:
- синдромом пијелоуретералног споја,
- уретерална атонија услед пијелонефритиса,
- папиларна некроза или тумор епитела мокраћних путева.

Такође, један од могућих узрока опструкције мокраћних канала и бубрежних колика може бити и спољашња компресије на мокраћовод, изазвана:
- различитим цревним болестима (нпр запаљењем црвуљка (апендицитис), дивертикулитис, Кронова болест),
- васкуларним болестима,
- гинеколошким болестима,
- онколошким и хематолошким болестима,
- постоперативним компликацијама у трбушној дупљи.[4]

## Патофизиологија
Основни патогенетски механизам бубрежног напада је растезање нервних завршетака, провоциран повишеним интралуминалном притиском колекторног система и појачаним тонусом (напетошћу) зида, узрокованих акутном парцијалном или комплетном опструкцијом (зачепљењем). Осим тога, уретерална хиперперисталтика или спазам са пролонгираном изотоничном контракцијом, обично изазваном укљештеним каменом, производи инфламаторну каскадну активацију и мишићну исхемију са иритацијом Аδ и С нитима, који појачавају бол, док иритација слузокоже и активација хеморецептор, највероватније, играју мање значајну улогу.
Већина мокраћних каменаца са акутним нападом бола последица је нагле или акутне опструкције и дистензије горњег дела мокраћног система. Интензитет и локација бола може варирати од болесника до болесника, што пре свега зависи од величине и локализације каменца, степена опструкције, акутности опструкције и варијација у индивидуалној анатомији мокраћног система (интраренални и екстраренални пелвис, нпр.).
Величина каменца не корелира са интензитетом симптома. Мали уретерални каменци чешће су праћени интензивним болом, док велика коралална форма каменаца узрокује тупи бол или нелагодност у слабинском пределу.

## Клиничка слика

### Локација и карактеристике бола
Већина калкулуса или каменаца у мокраћни путевима потиче из бубрежне карлице. Након њиховог померања тј. спуштања наниже у мокраћовод, настају различити облици опструкције (зачепљења) мокраћних канала. Најизраженија зачепљења настају у њиховим најужим областима (нпр на споју мокраћовода и бубрежне карлици, у области мокраћовода који прелази преко врха карличног гребена и на споју мокраћовода са мокраћном бешиком).
Од положаја камена у мокраћним путевима уа многоме зависи квалитет бола. Док од степена зачепљења, спазма (грча) мокраћовода, и неких од пратећих инфекција мокраћног система, зависи озбиљност (интензитет) бола.
Камен који изазива опструкцију на споју бубрежне карлици и мокраћовода, карактерише са благим до озбиљним, дубинским болом у слабинском пределу, који не зрачи у правцу препоне. Бол настаје због истезања капсуле бубрега.
Камен који се спустио у мокраћовод узрокује појаву наглог, интензивног бола у облику грчева, локализованог у слабинском и спољашњем делу доњег трбуха, и зрачи у предео тестиса или вулве. Овај бол може бити праћен и израженом мучнином, са или без повраћања.
Камен локализован у горњим партијама мокраћовода може да зрачи бочно ширећи се у слабински предео. Када је тај бол са десне стране слабина, он диференцијално дијагностички може бити од значаја, због сличности са коликама код холециститиса или холелитијазе; а са леве, због сличности са коликама код акутног панкреатитиса, улкусне болести, и гастритиса.
Камен локализован у доњим партијама мокраћовода може изазвати бол који зрачи у препону или тестис код мушкараца или велике усне код жена, и потиче из грана илиоингуиналног или генитофеморалног нерава.
Камен доспео у мокраћовод на његовом споју са мокраћном бешиком може изазвати симптоме надражене мокраћне бешике (чето мокрење праћено дизуријом). Ако камен доспе у интрамурални део мокраћовода, тј. део који пролази кроз зид мокраћне бешике, симптоми су праћени циститисом или уретритисом. Ови симптоми такође укључују и супрапубични бол, учестало мокрење, дизурију, странгуриу, бол на врху пениса, а понекад и различите симптоме од стране црева, као што су пролив и тенезми. У диференцијалној дијагнози ови симптоми су од значаја јер се могу заменити са запаљењским болестима карличних органа, руптуром цисте јајника, или јаким менструалним болом код жена.
Камени који су доспели у мокраћну бешику обично су без симптома. Ретко, пацијент се жали на отежано мокрење (због зачепљења током стајања и растерећења одводног отвора бешике током лежање), због ефекта званог „лоптасти-вентил“, који ствара велики камен позициониран на излазу из бешике.

### Фазе у нападу акутне бубрежне колике
Бубрежна колика настаје нагло и достиже врхунац, код већине пацијената, након 2 часа од њене појаве. Бол грубо прати дерматоме нерава од грудног (Т10) до сакралног (S4). Читав процес обично траје од 3 до 18 часова. У литератури, напад бубрежне колике описује се у три клиничке фазе:
Прва фаза, или фаза типичног напада акутне бубрежне колике
Ова фаза почиње рано ујутро или увече, и најчешће бол буди пацијента из сна. Када се колика јави током дана, она почиње подмукло и полако се развија. Бол може бити стабилан, континуиран, или испрекидан повременим пароксизмима страховитих болова. Бол може да се повећа до максималног интензитета, у око 30 минута од почетка напада, или до достизања врхунаца бола може проћи 6 или више часова. У највећем броју случајева бол достиже максималну унутар 1-2 часа, од почетка напада бубрежне колике.
Друга фаза или фаза константног бола
Када интензитет бола достигне максимум, он тежи да остане константан до примене терапије или се спонтано смањују. Период одрживог максималне бола назива се константа фаза напада бубрежне колике. Ова фаза обично траје 1-4 часа, али у неким случајевима може да траје и дуже од 12 часова.
Трећа фаза или фаза смањење бола (ослобађајућа фаза)
У трећој, завршној фази, бол се смањује брзо, а пацијент на њеном крају осећа олакшање. Пацијент у овој фази може да заспи, нарочито ако му је дат јак аналгетик. Након буђења из сна, пацијент је без болова. Ова фаза напада најчешће траје од деведесет минута до три часа.

### Остали симптоми
- Мучнина и повраћање, јављају се у најмање 50% пацијената са акутним бубрежним коликама. Мучнина је узрокована надражајем заједничког инервационог пута бубрежне карлице, желуца, и црева.
- Сметње у измокравању, у виду учесталог мокрења,
- Смањена количина излучене мокраће, често пребојене крвљу због микрокрварења у мокраћним путевима.
- Бледило и обилно знојење
- Хиперактивност болесника у постељи, изазвана јаким боловима.
- Повишена телесна температура, код бубрежних колика праћених инфекцијом мокраћних путева.

## Дијагноза
Дијагноза бубрежне колике заснива се на анамнестичким подацима, физикалном прегледу, лабораторијским анализама мокраће, радиографији и ултрасонографији мокраћног система.
Анамнеза
Физикални преглед
Лабораторијске анализе мокраће
Анализом седимента мокраће и уринокултуром утврђује се присутност упале у мокраћним каналима.
Радиографија мокраћног система
Од радиолошких метода најчешће се примењује нативна радиографија мокраћног система којом се може открити присутност, положај и величина камена у бубрегу и мокраћним каналима.
За прецизније одређивање положаја камена у бубрежном систему користе се:
- интравенска урографија,
- компјутеризована томографија,[8]
- магнетна резонантна томографија, нпр код трудница.[9]

Ултрасонографски преглед
Ултразвучним прегледом мокраћног система процењује се степен застоја у отицању мокраће на захваћеној страни.

## Диференцијална дијагноза
Бубрежне колике се морају разликовати од следећих стања:
- билијарне колике и холециститис

- анеуризме аорте и илијачне артерије (код старијих пацијената са болом на левој страни, хипертензијом или атеросклерозом)

- интерстицијални: апендицитис, дивертикулитис или перитонитис (у овом случају пацијенти годи строго мировање)

- гинеколошке болести: ендометриоза, торзија јајника и ванматерична трудноћа, торзија тестиса

## Терапија
Примарни циљеви терапије код бубрежне колике су: отклањање и смањење интензитета бола и очување бубрежне функције.
Као лекови избор код лечења пацијената са бубрежном коликом могу се сматрати нестероидни антиинфламаторни лекови, јер се за разлику од опиоида, карактеришу већим степеном смањења бола, краћим трајањем употребе, мањом инциденцом нежељених реакција.
Када је камен у доње делу мокраћовода, значајну улогу у купирању напада бубрежне колике могу имати алфа блокатори, јер повећавају шансу за спонтану елиминацију камена, скраћују време његовог проласка кроз мокраћне канале и смањују потребу за даљом аналгезијом.
Локално загревање се може сматрати адекватним допунском терапијом у сузбијању бола код пацијената са акутним нападом бубрежне колике.